# 見放題! 〜ET-KING VIDEO CLIP COLLECTION〜
見放題!〜ET-KING VIDEO CLIP COLLECTION〜（みほうだい〜イーティー・キング　ビデオ　クリップ　コレクション）は、日本のJ-POPグループであるET-KINGのメジャー1枚目のDVDでビデオクリップ集。発売元はユニバーサルJ。

## 概要
映像作品として高評価を得た「愛しい人へ」を含む、デビュー･シングル｢ドーナッツ｣から｢ふたりの歌｣まで､全7曲のビデオ･クリップを収録したET-KINGの初映像商品。
TV-CM集と、メンバーによる「全曲解説座談会」を撮り下ろしで収録。
初回生産限定・2009年12月29日までの期間限定出荷。
MV監督は「晴レルヤ」が黒田秀樹。これ以外は全て川村ケンスケである。

## 収録曲
1. ドーナッツ
2. Beautiful Life
3. 愛しい人へ
4. ギフト
5. 晴レルヤ
6. さよならまたな
7. ふたりの歌
8. TV-Spot Collection
9. 全曲解説ﾒﾝﾊﾞｰ座談会